# Karel Appel
Karel Appel (født 25. april 1921 i Amsterdam, død 3. maj 2006 i Zürich) var en hollandsk maler, billedhugger og keramiker.
Appel studerede ved det statslige akademi i Amsterdam fra 1940–1943. Efter anden verdenskrig arbejdede han med tegninger udført af børn og han havde sin første udstilling i Groningen i 1946. 
Han flyttede til Paris 1950, hvor han delte lejlighed med Corneille og Constant. I Paris fik hans malerier mere groteske træk, forestillende dyr, monstre og mennesker. Appel blev et symbol for kunstnergruppen COBRA, som en rebel fra arbejderklassen. I hans følelsesladede malerier, finder man dynamiske former og stærke farver. Selv sagde han om sit værk: "Jeg fjumrer bare lidt rundt".
Appel har bl.a. lavet vægmalerier på Stedelijk Museum i Amsterdam (Byens museum for moderne kunst) og illustreret digtsamlinger. Han fik UNESCOs pris i 1954 ved Biennalen i Venedig og Guggenheims internationale pris i 1960. Appel begyndte at male relieffer i 1968 og disse fulgtes af store skulpturer i træ, polyester og senere i aluminium.
Appel døde den 3. maj 2006 i en alder af 85 år på sin bopæl i Zürich i Schweiz.

## Ekstern henvisning
- Wikimedia Commons har flere filer relateret til Karel Appel
- Artfacts.net om Karel Appel (på engelsk, tysk, m.fl.)